# Ивица Мавренски
Ивица Мавренски (Зрењанин, 31. март 1966 — 2. август 2024) био је југословенски и српски кошаркаш. Играо је на позицији бека.

## Каријера
Са Црвеном звездом наступао је у две сезоне, од 1993. до 1995. године и за то време је освојио шампионску титулу и Суперкуп Југославије у сезони 1993/94. За клуб са Малог Калемегдана одиграо је 81 званичну утакмицу и постигао 752 поена (9.3 по мечу). У плеј-офу 1994. године бележио је 9,1 поен по мечу и допринео одбрани титуле, друге под вођством “Лалета“ Лучића. У финалној серији савладан је Партизан са 4:1 у победама. Мавренски је у својој првој сезони у клубу постигао укупно 417 поена на 45 мечева, а одличну партију имао је у победи против Профиколора од 113:109 у лигашком делу сезоне када је убацио 26 поена.
У плеј-офу 1995. године бележио је 14,8 поена по мечу и био други стрелац екипе, али је Звезда заустављена у полуфиналу против Боровице. Мавренски је постигао 21 поен против Војводине у првом мечу четвртфинала, који су добили Новосађани, а у две Звездине победе против “Воше“ убацио је 19 и 17 поена.
У каријери је наступао и за београдски Раднички, Војводину, ФМП Железник, Хемофарм, МЗТ из Скопља, Ибон из Никшића, Лукавац, играо је и у Мађарској… 
У дресу кадетске репрезентације Југославије освојио је златну медаљу на Европском првенству 1983. године, када је био први стрелац екипе са 18,4 поена по утакмици (129 поена, седам мечева). У финалу је Шпанцима испоручио 26 поена. У том тиму играли су још Лука Павићевић, Бранислав Прелевић, Жарко Паспаљ, Јуре Здовц, Мирослав Пецарски… Има и бронзану медаљу са јуниорског Првенства Европе 1984. године, када је бележио 7,1 поен по мечу. 
У тренерској каријери водио је Војводину, Мега Визуру, Железничар из Инђије, а радио је и у Чешкој и Мађарској.